# Мексиканский скат-бабочка
Мексиканский скат-бабочка (лат. Gymnura crebripunctata) — вид рода скатов-бабочек семейства гимнуровых отряда хвостоколообразных. Эти скаты обитают в тропических водах центрально-восточной части Тихого океана. Ведут донный образ жизни, встречаются на глубине до 30 м. Грудные плавники скатов-бабочек образуют диск, ширина которого намного превосходит длину. Шип у основания хвоста отсутствуют. Позади глаз расположены брызгальца Максимальная зарегистрированная ширина диска 81,2 см. Эти скаты охотятся в основном на костистых рыб. Дорсальная поверхность диска покрыта многочисленными белыми пятнышками. Размножение происходит путём яйцеживорождения. Эмбрионы развиваются в утробе матери, питаясь желтком и гистотрофом. Представляют незначительный интерес для коммерческого промысла, регулярно попадаются в качестве прилова.

## Таксономия
Впервые новый вид был описан в 1869 году как Pteroplatea crebripunctata. Видовой эпитет происходит от слов лат. creber — «переполненный» и лат. puncta — «точка». Долгое время мексиканского ската-бабочку считали младшим синонимом мраморного ската-бабочки. Ситуация осложнялась тем, что оба вида встречаются довольно редко, к тому же у всех скатов-бабочек ярко выражен половой диморфизм. Для уточнения таксономического статуса  и степени морфологических и нуклеотидных различий этих номинальных видов было проведено исследование с помощью многомерного сравнения морфологии и митохондриальной ДНК. Это исследование подтвердило валидность обоих видов, а было установлено, что несмотря на текущее частичное пересечение ареалов мексиканского и мраморного ската-бабочки, они не столь близкородственные виды, как считалось ранее. Мексиканский скат-бабочка ближе связан со своим атлантическим сородичем и гладким скатом-бабочкой, а мраморный скат-бабочка имеет непосредственное индо-тихоокеанское происхождение.

## Ареал
Мексиканские скаты-бабочки обитают в центрально- и юго-восточной части Тихого океана у берегов Эквадора, Мексики, Панамы и Перу. Они встречаются на мелководье от зоны прибоя до глубины 30 м.

## Описание
Грудные плавники сливаются, образуя ромбовидный диск. Они вытянуты в виде широких «крыльев», существенно превосходящих длину диска. Рыло короткое и широкое с притуплённым кончиком. Позади глаз имеются брызгальца. На вентральной стороне диска расположены довольно крупный изогнутый рот, ноздри и 5 пар жаберных щелей. Между ноздрями пролегает кожаный лоскут. Зубы мелкие, узкие и заострённые. Брюшные плавники маленькие и закруглённые.
Хвост нитевидный. Хвостовой, анальный и спинные плавники отсутствуют. На конце хвостового стебля имеются дорсальный и вентральный гребни, шип у основания отсутствует. Окраска дорсальной поверхности диска тёмно-коричневого цвета с многочисленными светлыми пятнышками. Максимальная зарегистрированная ширина диска 81,2 см.

## Биология
Подобно прочим хвостоколообразным скаты-бабочки размножаются яйцеживорождением. Эмбрионы развиваются в утробе матери, питаясь желтком и гистотрофом. Основную часть рациона составляют костистые рыбы.

## Взаимодействие с человеком
Эти скаты представляют незначительный интерес для коммерческого рыболовства, их мясо съедобно, как правило, оно поступает на рынок в сушёном виде. Иногда мексиканские скаты-бабочки попадаются в качестве прилова при коммерческом промысле с помощью тралов, ярусов и жаберных сетей. Кроме того, данный вид страдает от ухудшения условий обитания, обусловленного антропогенными факторами. Данных для оценки Международным союзом охраны природы статуса сохранности вида недостаточно.